# Чан-Йо'паат
Чан-Йо'паат (д/н — бл. 795) — ахав Цу'со з 785 до 795 року.

## Життєпис
Був сином ахава К'ак'-Тілів-Чан-Йо'паата. Про точну дату народження немає точних відомостей. Після смерті батька у 785 році отримав владу. В день 9.17.14.16.18, 9 Ец'наб 1 К'анк'ін (15 жовтня 785 року) відбулася його інтронізація.
Намагався підтримувати політику свого попередника з розбудови міста, зведення нових монументів. Водночас намагався зберегти усі завоювання попередника часів 740-х років. Все це вимагало значних людських і матеріальних ресурсів. Під час свого володарювання …-Чан-Йо'паат зміг зберегти належний рівень могутності своєї держави. Втім значні витрати призвели до економічного послаблення царства, з чим зіткнувся спадкоємець …-Чан-Йо'паат — К'ак'-Холов-Чан-Йо'паат.

## Скульптури
Стели при Чан-Йо'паат не встановлювалися, їх повністю замінили монолітними зооморфами, до двох з яких були додані чудові вівтарі. Зооморфа G датована закінченням п'ятнадцятиріччя 9.17.15.0.0, 5 Ахав 3 Муваан (6 листопада 785 року) і присвячено пам'яті К'ак'-Тілів-Чан-Йо'паата. Вона мала форму ягуара з роззявленою пащею, що припав до землі. В нього виходив бородатий цар — ймовірно, сам К'ак'-Тілів-Чан-Йо'паат. Скульптура мала назву «Кам'яний Трон Ягуара».
В день 9.18.0.0.0, 11 Ахав 18 Мак (11 жовтня 790 року) був присвячений зооморф О, що зберігся до нашого часу лише у фрагментах. Він розташовувався поруч з меншим майданчиком для гри в м'яч. На додаток до Зооморфи О було створено розміщений на північній стороні площі Вівтар О'.
З нагоди закінчення п'ятиріччя 9.18.5.0.0, 4 Ахав 13 Кех (15 вересня 795 року) Чан-Йо'паат встановив на захід від двох своїх попередніх монументів зооморф Р і вівтар Р'. Зооморфи Р уособлює космічного каймана з горою на спині. Він має вагу до 20 тонн.